# 伊藤博英
伊藤 博英（いとう ひろひで、1955年〈昭和30年〉2月27日 - ）は、NHKの元エグゼクティブ・アナウンサー、嘱託アナウンサー。

## 人物
経歴
栗原市立築館小学校、栗原市立台原中学校、宮城県仙台第二高等学校を経て早稲田大学卒業後、1977年入局。
仕事について
アナウンサーにとって必要なものは「常識を身に着けること」だと主張しており、常に自らに常識とは何か問いかけることが必要だと説いている。
ラジオとテレビ
アナウンサーとしては、ラジオとテレビの双方で多様な経験を持つ。両者の違いについて問われた際には、テレビの視聴者とラジオの聴取者の見方・聴き方の違いを例示したうえで、「テレビというのはどちらかというと『皆さんにお伝えする』という性質のもの」と指摘するとともに、それに対して「ラジオの方はどちらかというと、むしろ『あなたにお伝えしていますよ』というようなもの」と評している。
東日本大震災
岩手県生まれ、宮城県育ち、NHKでの初任地が福島県、という経緯があり、東日本大震災の被災地に縁が深い。そのため、地震に際して「私を育ててくれた人たちが苦しんでおられる」との思いに至り、2年後輩の渡部英美アナウンス室長（当時）より「異動があるとしたらどうしますか?」との問いに「福島だったら行ってもいいよ」と返事した。その結果、エグゼクティブアナウンサー（以下、EA）まで昇格としては異例となる、福島局への異動につながった。異動が内定した際には、「現地で同じ空気を吸いながら、みなさんの悩みや願いを全国に発信したい」との意気込みをコメントとして発表した。
趣味
囲碁4段、寄席通い、水泳とベイスターズ。

## 過去の出演番組
- 630ふくしま
- FMリクエストアワー(NHK福島FM)
- 6時のジョッキー（NHK長野FM）
- 夕べのひととき
- ウイークエンド中部（東海北陸ローカル、1987年度）
- イブニングネットワーク東海（東海3県ローカル、1988年8月 - 1990年3月）
- 正午のニュース（土日、1991年4月 - 1993年3月）
  - 出山知樹の代理（2003年11月9日）
- 政治関連番組のディレクター
- NHKスペシャル（制作）
- NHKニュースおはよう日本
  - 平日6時台（1995・1996年度）
  - 土日祝（1997・1998年度）
  - 平日5・6時台（1999年度）
- NEWSほっとみやぎ（2000-2002年度）
- NHKニュース (午後6時)（土日、2003年度）
- NHKニュース7（土日、2003年度）
- NHK週刊ニュース（2004・2005年度）
- NHKきょうのニュース（ラジオ第1、2006・2007年度）
- 私も一言!夕方ニュース（ラジオ第1、2008年度 - 2011年度）
- 囲碁・将棋ジャーナル（衛星第2テレビ、NHKワールドプレミアム、2011年3月終了）準レギュラー、不定期
- はまなかあいづToday（メインキャスター、2012年度 - 2014年度）[7]
- ふくみみラジオ（2014年4月 - 2015年3月）
- NHK BSニュース（2015年3月30日 - 2017年3月31日）平日5時台から9時台担当
- NHKけさのニュース（ラジオ第1：FM）キャスター（2017年4月1日 - 2018年6月9日）土曜・日曜・祝日担当
  - 午前5時台（NHKマイあさラジオ内）、午前6時、午前9時（土曜・祝日のみ）、午前10時（日曜討論の時間拡大した場合は放送終了後）、午前11時の定時ラジオニュースと午前9時55分（土曜・祝日のみ）の関東甲信越地方のラジオニュースも兼任。
- NHKけさのニュース（2017年12月22日）平日担当、小見誠広の代理キャスター
- 昭和ヒット倶楽部（ラジオ第1）（2017年4月13日 - ）
- 日刊!さいたま〜ず（NHKさいたまFM）